# Simpsons: The XXX Parody
Simpsons: The XXX Parody (Alternativtitel: Simpsons The XXX Parody: Marge & Homer’s Sex Tape!) ist eine Porno-Parodie aus dem Jahr 2011 über die Fernsehserie Die Simpsons.

## Handlung
Marge und Homer filmen ihr sexuelles Vergnügen. Zuvor hat Homer sich die Videokamera von Flanders ausgeliehen und versucht Marge zu überzeugen. Im weiteren Verlauf werden auch noch weitere Charaktere aus der Serie parodiert und sexuell aktiv.

## Produktion und Veröffentlichung
Der Film wurde von Full Spread Entertainment produziert und wird von Hustler Video und LFP Video auf DVD vermarktet. Regie und Drehbuch übernahm Lee Roy Myers. Gefilmt wurde in den Van Nuys Studio in Van Nuys, Los Angeles in Kalifornien. Erstmals wurde der Film am 11. Januar 2011 in den Vereinigten Staaten veröffentlicht.

## Nominierungen
| Preis     | Kategorie   | Für                 |
| AVN Award | Best Makeup | Glen Alfonso, 2-Ply |